# Geraldine Farrar

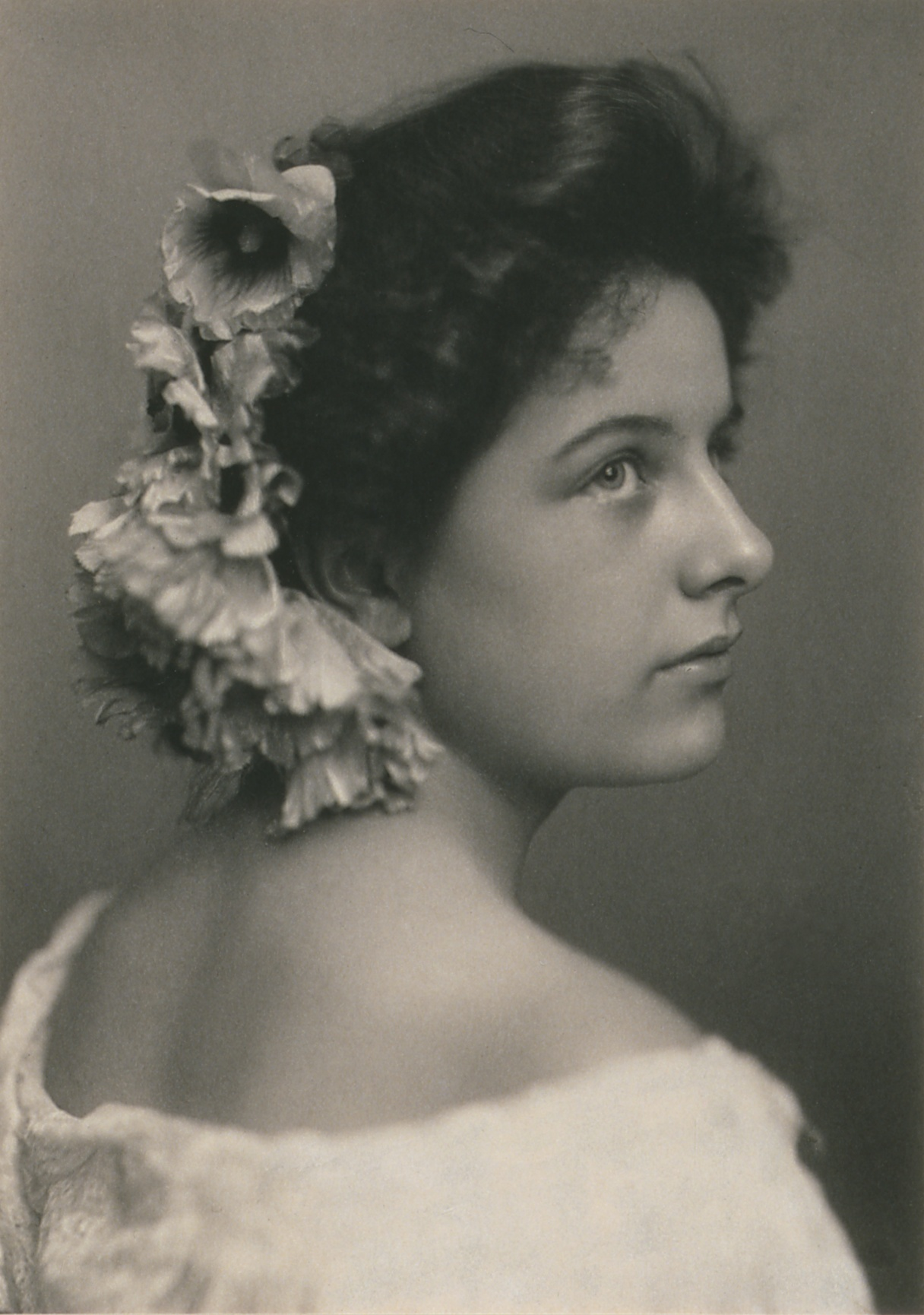
Farrar um 1898

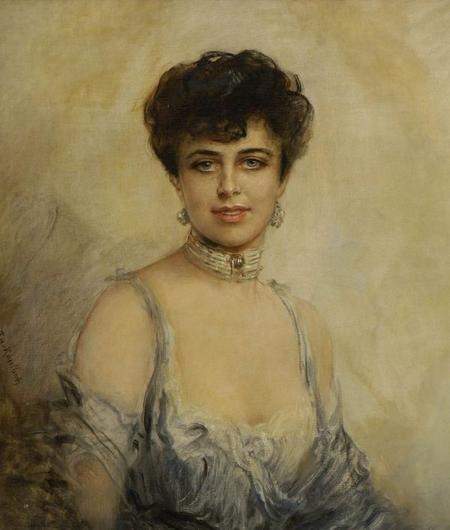
Geraldine Farrar, gemalt von Friedrich August von Kaulbach

Geraldine Farrar (* 28. Februar 1882 in Melrose, Massachusetts; † 11. März 1967 in Ridgefield, Connecticut) war eine US-amerikanische Opernsängerin (Sopran) und Filmschauspielerin.

## Leben
Farrar begann mit zwölf Jahren ihre Gesangsausbildung bei Frau J. H. Long in Boston und setzte sie fort bei Emma Thursby und Victor Capoul in New York. 1899 kam sie nach Paris und wurde Schülerin von Ange-Pierre de Trabadelo, dann schloss sie ihre Studien bei Lilli Lehmann in Berlin ab. Nach dem Bühnendebüt 1901 an der Hofoper Berlin als Marguerite in Faust sang sie 1906 in Berlin in Giuseppe Verdis Rigoletto als Partnerin von Enrico Caruso. Bis 1906 war die Amerikanerin ein Mitglied der Berliner Hofoper; mit dem deutschen Kronprinzen und seiner Familie war sie befreundet. Sie gastierte während dieser Zeit in Monte Carlo, Paris, London, Stockholm und Brüssel. In Monte Carlo sang sie 1905 die Titelrolle in der Uraufführung von Mascagnis Amica, 1906 in der Uraufführung von L‘ancétre von Camille Saint-Saëns und der Uraufführung von Le Clown von Victor Capoul (Libretto) und Isaac de Camondo (Musik).
Nach drei Jahren an der Monte Carlo Opera debütierte Farrar erfolgreich am 26. November 1906 an der New Yorker Metropolitan Opera in Romeo et Juliette als Juliette. Sie trat 1907 in der Met-Erstaufführung von Giacomo Puccinis Madama Butterfly sowie in den Erstaufführungen von Puccinis Suor Angelica (New York City, 1918) und Umberto Giordanos Madame Sans-Gêne (New York, 1915) in den jeweiligen Hauptrollen auf.
Farrar blieb bis zu ihrer Pensionierung 1922 Mitglied der Kompanie. Sie sang dort 29 Rollen in 672 Aufführungen. Sie war nicht nur wegen ihrer ausdrucksfähigen Sopranstimme, sondern auch wegen ihrer Schönheit und ihrem schauspielerischen Talent immens populär. Insbesondere unter den jungen New Yorker Opernbesuchern, die als „Gerry-Flappers“ bekannt waren.
„Im Gegensatz zu den meisten berühmten Belcanto-Sängern der Vergangenheit, die dramatische Handlungen der klanglichen Perfektion opferten, interessierte sie sich mehr für das Emotionale als für die rein lyrischen Aspekte ihrer Rollen. Laut Miss Farrar müsse man als Primadonna die Künste der Sarah Bernhardt und Nellie Melba kombinieren, wobei dramatisches Können wichtiger sei als perfekter Gesang in der Oper.“
Farrars Lieblingsrolle war die der Gänsemagd in der Oper Königskinder von Engelbert Humperdinck. Sie hatte diese Rolle bei der Welturaufführung (New York City 1910) gestaltet und Gänseküken aufgezogen, die ihr auf der Bühne aufs Wort gehorchten. Laut einer Kritik in der New York Tribune über die Uraufführung „trat Miss Farrar am Ende der Oper mit einer lebenden Gans unter dem Arm vor den Vorhang“. Farrar bedauerte öffentlich, dass Königskinder als deutsche Oper mit dem Ausbruch des Ersten Weltkriegs von den Spielplänen der MET verbannt wurde.

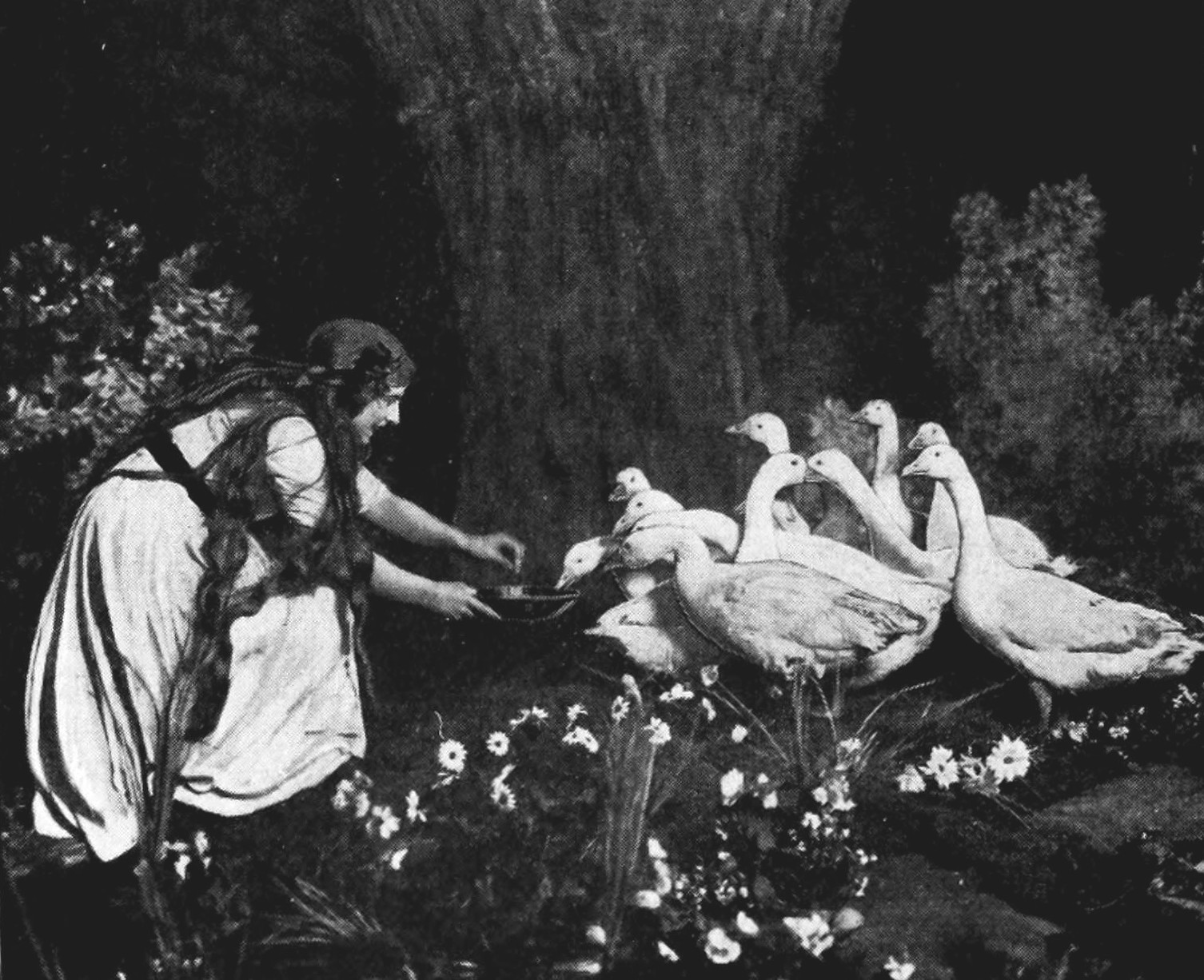
Farrar als Gänsemagd

Farrar trat ab 1915 auch als Schauspielerin im Stummfilm auf; bis 1917 ausschließlich unter dem Regisseur Cecil B. DeMille. Zu ihren bekanntesten Rollen bei DeMille zählen Carmen (1915) und Joan the Woman (1916). Häufig war Wallace Reid ihr Filmpartner.
Ihre zahlreichen Schallplattenaufnahmen machten sie zeitweise zu einer der meistgekauften Sängerinnen der Victor Records, wobei Kritiker im Unterschied zu den Soloplatten besonders ihre Duettaufnahmen loben. Auf der Grammophon-Platte 53 343 erschienen von ihr ein Walzer aus Gounods Romeo und Julia und eine Arie der Violetta aus La Traviata.
Im Alter von 40 Jahren beendete sie ihre Opernkarriere. In den 1930er Jahren trat sie als Radiokommentatorin bei Übertragungen von Opernaufführungen der Metropolitan Opera in Erscheinung, bevor sie sich zur Ruhe setzte.
Ihr Vater war der Baseballspieler Sid Farrar.
Farrar ist auf dem Kensico Cemetery, Valhalla (New York) begraben (Section 167, Lot 1B1).
1960 wurde Farrar auf dem Hollywood Walk of Fame in den Kategorien Musik und Film in der Vine Street 1620 und 1709 mit zwei Sternen ausgezeichnet. 2019 widmete ihr die Post von Monaco eine Sondermarke.

## Filmografie
- 1915: Carmen
- 1915: Temptation
- 1916: Maria Rose
- 1916: Joan the Woman
- 1917: The Woman God Forgot
- 1917: The Devil-Stone
- 1918: The Turn of the Wheel
- 1918: The Bonds That Tie (Kurzfilm)
- 1918: The Hell Cat
- 1919: Shadows
- 1919: The Stronger Vow
- 1919: The World and Its Woman
- 1919: Flame in the Desert
- 1920: Then Woman and the Puppet
- 1920: The Riddle: Woman

## Tondokumente
Von 1904 bis 1906 machte Farrar in Berlin Aufnahmen für die Deutsche Grammophon-Gesellschaft, eine Tochtergesellschaft der britischen Gramophone Company (etwa 30 Seiten). Von 1907 bis 1927 folgten Aufnahmen für die Victor Company in New York und Camden (New Jersey) (etwa 180 Seiten). Mehrere Wiederveröffentlichungen finden sich auf LP (u. a. Preiser Records) und CD (Marston Records, Nimbus Records).

## Autobiografische Werke
- Geraldine Farrar: the story of an American singer by herself. Houghton Mifflin, Boston 1916 online
  - deutsche Fassung: Memoiren. Übersetzt und bearbeitet von Adelina Sacerdoti-Thomin. Zabendruck-Verlag, Mainz 1928
- Such sweet compulsion: the autobiography of Geraldine Farrar. The Greystone Press, New York 1938.